# Lajčouská zátoka

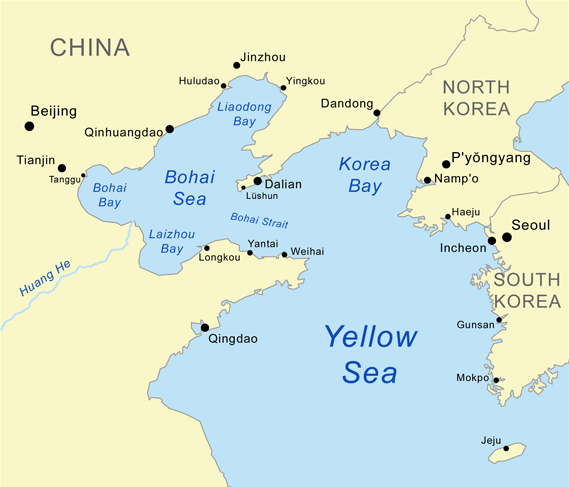
Zátoka vyznačena na mapě nápisem Laizhou Bay

Lajčouská zátoka (čínsky 莱州湾, pchin-jinem Láizhōu Wān) je jižní zátokou Pochajského moře, jednou ze tří jeho velkých zátok (zbylé dvě jsou Liaotungská na severu a Pochajská na západě). Její jižní a východní břeh je tvořen Šantungským poloostrovem a celá zátoka je obklopena břehy stejnojmenné provincie Šan-tung. Na východním břehu Lajčouské zátoky leží prefektura Jen-tchaj, na jižním prefektura Wej-fang a na západním prefektura Tung-jing.